# بضع الرحم
بضع الرحم (بالإنجليزية: Hysterotomy)‏ هو شق جراحي في الرحم. يتم إجراؤه أثناء عملية الولادة القيصرية. يتم إجراؤه أيضًا في حالات جراحة الجنين في الرحم، والعديد من الإجراءات الطبية المتعلقة بالأمراض النسائية.[بحاجة لمصدر]
في حالات جراحة الجنين في الرحم، فإن عدم تثبيط انقباضات الرحم، يؤدي إلى الولادة المبكرة التي هي من المضاعفات التي تحدث بنسبة 100% في حالات بضع الرحم، ويمكن تجنبها بواسطة مضادات المخاض.